# Lopadea Nouă
Lopadea Nouă (en hongrois : Magyarlapád, en allemand : Schaufeldorf) est une commune du județ d'Alba, Roumanie qui compte 2 759 habitants.
La commune est composée de huit villages : Asinip, Băgău, Beța, Cicârd, Ciuguzel, Lopadea Nouă, Ocnișoara, et Odverem.

## Démographie
D'après le recensement de 2011, la commune compte 2 759 habitants, en forte baisse par rapport au recensement de 2002 où elle en comptait 3001.
Lors de ce recensement de 2011, 51,87 % de la population se déclare d'ethnie hongroise, 45,99 % de la population se déclare roumaine.

## Politique
| Parti | Parti                                      | Sièges |
| ----- | ------------------------------------------ | ------ |
|       | Parti national libéral (PNL)               | 7      |
|       | Union démocrate magyare de Roumanie (UDMR) | 2      |
|       | Parti social-démocrate (PSD)               | 1      |